# Hammer Bakker
Hammer Bakker er en bakkeø i det sydlige Vendsyssel, nordøst for Nørresundby. Hammer Bakker ligger i Aalborg Kommune, Region Nordjylland. Området dækker delvist 4 sogne: Hammer Sogn, Horsens Sogn, Vodskov Sogn og Sulsted Sogn, alle beliggende i Kjær Herred.
Der fandt en betydelig skovrejsning sted i store dele af området i løbet af 1800-tallet, så bakkerne i dag er lyng- og skovklædte og er et yndet rekreativt område for bl.a. Aalborgs indbyggere. En stor del af Hammer Bakkers træer er gran og andre nåletræer, men der er en tendens i de senere år til, at større og større arealer skifter fra nåle- til løvtræer.
Hovedkraften bag Hammer Bakkers tilplantning var især sagfører Anders Olesen (1854-1929), som boede i sin villa, Møgelbjerg, på det, der i dag hedder Bodil Hjortsvej i Vodskov. 
Hammer Bakker er omkranset af 4 mindre byer, Grindsted, Uggerhalne, Vodskov og Vestbjerg foruden de to meget små landsbyer Hostrup og Kinderup. Der ligger 3 kirker i tilknytning til bakkerne, Hammer Kirke, Vodskov Kirke og Sulsted Kirke.
I den sydlige del af området, ned mod Vodskov by, findes en række skoler og uddannelsesinstitutioner samt en del værksteder og andre institutioner for især handicappede. Det er på det område, som engang rummede Åndssvageforsorgens store centralinstitution, og som gradvist har været under afvikling siden særforsorgens udlægning i 1980.

## Bakkerne som udflugtsmål
Tæt på Sulsted Kirke lå der indtil for få år siden traktørstedet 'Hammerhus', som i dag er privat bolig.
I skovkanten mellem Vodskov og Uggerhalne lå Skytteplantagen med sommerrestauranten 'Skytten'. Stedet var et yndet udflugtsmål og i 1929 blev her anlagt et trinbræt, benævnt "Skytteplantagen", på Vodskov-Østervrå Jernbanelinje. "Skytten" nedbrændte i 1970'erne og blev ikke genopført.
I dag er Skovdyrehaven i den vestlige del af bakkerne et yndet udflugtsmål for børnefamilier og dagplejemødre.
Aalborg Kommunes lejrplads ligger mellem Uggerhalne og Vodskov ved Hærvejsruten (National cykelrute 3). Lejrpladsen benyttes af cykelturister, og flittigt til bl.a. klasseudflugter for skoleklasser med forældre i nærområdet.

## Historie
I 1600-tallet, og før dette, har Hammer Bakker-området været et befærdet område, idet det lå centralt. Her gik "den Kongelige Majestæts Alfarvej" fra Vesterhav til Østerhav: Fra Aabybro til Jerslev Bro som den kaldtes i gamle tingsvidner: Landevejen til Hjørring og Sæby, der på visse strækninger øst for Nørresundby havde navne som  Jordbroen, Loftbroen, Langbro og Sulsted Bro, og som et stykke nord for Langbrokro ved Kikkenborghøj delte sig på den måde, at vejen til Hjørring gik mod nord tværs igennem bakkerne, mens Sæbyvejen drejede fra i østlig retning nordenom Vodskov og Attrup, hvor den mødte vejen der førte til Horsens (ved Hammer) og de andre dele af herredet østpå. Ved Kikkenborghøj udmundede en vej fra nordvest, fra Vang, der havde forbindelse til det vestlige sogn. Ved dette knudepunkt af veje lå indtil 1688 Kjær Herredsting. Tingstedet er angivet på et par kort, der muligvis stammer fra midten af 1800-tallet. 

## Naturgenopretning
I 2018 iværksættes et naturgenopretningsprojekt i Hammer Bakker, hvor  man med et samlet budget på ca. 100 millioner kroner vil skabe 1.000 hektar natur. Det skal ske ved at opkøbe og samle flere ejendomme og omdanne nåletræsplantager til en sammenhængende mosaik af  løvskove, heder, overdrev og græsningslandskaber.  En del af aftalen er at Det Danske Hedeselskab overdrager ca. 450 ha skov  til  Den Danske Naturfond, som sammen med  A. P. Møller Fonden, Aalborg Kommune, Miljø- og Fødevareministeriet og Dansk Botanisk Forening står bag projektet.